# Salon (Aube)
Der Salon (im Mündungsabschnitt auch Ruisseau du Moulin genannt) ist ein Fluss in Frankreich, der in der Region Grand Est verläuft. Er entspringt im Ortsgebiet von Salon, entwässert zunächst in westlicher Richtung, wendet sich dann nach Süden und fließt etwa parallel zur Superbe der Aube zu, in die er unterhalb von Boulages nach rund 15 Kilometern als rechter Nebenfluss einmündet. Die Quelle liegt im Département Aube, im weiteren Verlauf tritt der Salon in das Département Marne über und mündet schließlich nahe der Départementsgrenze wieder im Département Aube.

## Orte am Fluss
(Reihenfolge in Fließrichtung)
- Salon
- Faux (Gemeinde Faux-Fresnay)
- Courcemain
- Boulages